# Jarrod Bannister
Jarrod Bannister (ur. 3 października 1984 w Townsville, zm. 8 lutego 2018) – australijski lekkoatleta specjalizujący się w rzucie oszczepem.
W 2002 roku był czwarty na mistrzostwach świata juniorów. Cztery lata później uplasował się na szóstym miejscu igrzysk Wspólnoty Narodów. W 2007 odpadł w eliminacjach mistrzostw świata. Podczas olimpijskiego konkursu na stadionie narodowym w Pekinie (2008) uzyskał rezultat 83,45 m i zajął szóste miejsce. Reprezentował Azję i Oceanię w zawodach pucharu interkontynentalnego w 2010 zajmując czwartą lokatę. Na koniec sezonu 2010 zwyciężył w igrzyskach Wspólnoty Narodów. Medalista mistrzostw Australii.
W 2013 został ukarany dyskwalifikacją na 20 miesięcy za stosowanie niedozwolonego dopingu (do 18 lutego 2015), a podstawą decyzji IAAF był brak możliwości przeprowadzenia badań antydopingowych i podejrzenie świadomego ich unikania przez zawodnika.
Rekord życiowy: 89,02 (29 lutego 2008, Brisbane) – rezultat ten, osiągnięty podczas krajowego czempionatu, jest aktualnym rekordem Australii i Oceanii.

## Osiągnięcia
| Rok  | Impreza                     | Miejsce    | Lokata            | Wynik |
| ---- | --------------------------- | ---------- | ----------------- | ----- |
| 2002 | Mistrzostwa świata juniorów | Kingston   | 4. miejsce        | 73,31 |
| 2006 | Igrzyska Wspólnoty Narodów  | Melbourne  | 6. miejsce        | 78,06 |
| 2007 | Mistrzostwa świata          | Osaka      | el. – 22. miejsce | 77,57 |
| 2008 | Igrzyska olimpijskie        | Pekin      | 6. miejsce        | 83,45 |
| 2010 | Puchar interkontynentalny   | Split      | 4. miejsce        | 79,99 |
| 2010 | Igrzyska Wspólnoty Narodów  | Nowe Delhi | 1. miejsce        | 81,71 |
| 2011 | Mistrzostwa świata          | Daegu      | 7. miejsce        | 82,25 |
| 2012 | Igrzyska olimpijskie        | Londyn     | el. – 27. miejsce | 77,38 |